# Дуопризма
| Множество однородных p, q-дуопризм |                                                      |
| Type                               | Призматический однородный четырёхмерный многогранник |
| Символ Шлефли                      | {p}×{q}                                              |
| Диаграмма Коксетера — Дынкина      | node_1 · p · node · 2 · node_1 · q · node            |
| Ячейки                             | p q-угольных призм, q p-угольных призм               |
| Грани                              | pq квадратов, p q-угольников, q p-угольников         |
| Рёбра                              | 2pq                                                  |
| Вершины                            | pq                                                   |
| Вершинная фигура                   | Равногранный тетраэдр                                |
| Симметрия                          | [p,2,q], order 4pq                                   |
| Двойственный                       | p, q-Дуопирамида                                     |
| Свойства                           | выпуклый, вершинно однородный                        |
|                                    |                                                      |
| Множество однородных p, p-дуопризм |                                                      |
| Тип                                | Призматический однородный четырёхмерный многогранник |
| Символ Шлефли                      | {p}×{p}                                              |
| Диаграмма Коксетера — Дынкина      | node_1 · p · node · 2 · node_1 · p · node            |
| Ячейки                             | 2p p-gonal prisms                                    |
| Грани                              | p2 squares, 2p p-gons                                |
| Рёбра                              | 2p2                                                  |
| Вершины                            | p2                                                   |
| Нотация Коксетера                  | [[p,2,p]] = [2p,2+,2p], order 8p2                    |
| Двойственный                       | p, p-Дуопирамида                                     |
| Properties                         | выпуклый, вершинно однородный, фасет-транзитивный    |

Дуопризма — многогранник, полученный прямым произведением двух многогранников, каждое размерности два и выше. Прямое произведение n-многогранника и m-многогранника — это (n+m)-многогранник, где n и m не меньше 2 (многоугольник или многогранник).
Дуопризмы наименьшей размерности существуют в 4-мерном пространстве как 4-мерные многогранники, будучи прямым произведением двух многоугольников в 2-мерном евклидовом пространстве. Точнее, это множество точек:
{\displaystyle P_{1}\times P_{2}=\{(x,y,z,w)|(x,y)\in P_{1},(z,w)\in P_{2}\}},
где P1 и P2 — два множества точек, расположенные в многоугольниках (сомножителях). Если оба многоугольника выпуклы, такая дуопризма выпукла и ограничена призматическими ячейками.

## Терминология
Четырёхмерные дуопризмы считаются призматическими 4-мерными многогранниками. Дуопризма, полученная произведением двух правильных многоугольников с той же самой длиной рёбер, называется однородной дуопризмой.
Дуопризма, полученная из n-многоугольника и m-многоугольника, называется добавлением «дуопризма» после имён базовых многоугольников, например, треугольно-пятиугольная дуопризма — это произведение треугольника и пятиугольника.
Альтернативный путь именования — это добавление префикса с указанием числа сторон базовых многоугольников, например, 3,5-дуопризма — это треугольно-пятиугольная дуопризма.
Другие альтернативные имена:
- q-угольно-p-угольная призма
- q-угольно-p-угольная двойная призма
- q-угольно-p-угольная гиперпризма

Термин дуопризма был введён Джорджем Ольшевски как сокращение от double prism (двойная призма). Джон Хортон Конвей предложил похожее имя proprism как сокращение от product prism (произведение призм). Дуопризмы являются пропризмами, образованные произведением в точности двух многогранников.

## Пример 16,16-дуопризмы
| Диаграмма Шлегеля Показана проекция из центра одной 16-угольной призмы и все, кроме одной, противоположные 16-угольные призмы. | Развёртка Показаны два множества 16-угольных призм. Верхняя и нижняя грани вертикального цилиндра соединены в четырёхмерном пространстве. |

## Геометрия 4-мерных дуопризм

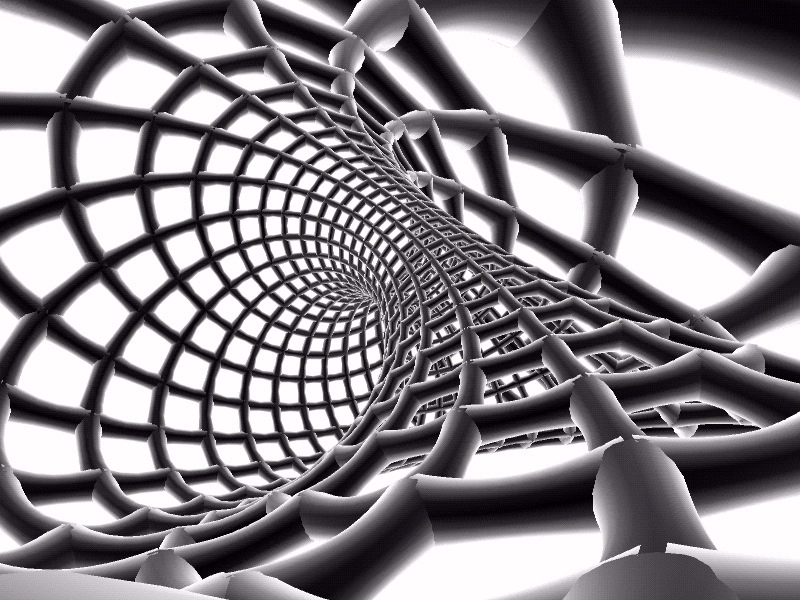
Внутри 23,29-дуопризмы, спроецированной в 3-сферу. При больших m и n дуопризмы геометрически приближаются к точно так же, как p-угольная призма приближается к цилиндру.

4-мерная однородная дуопризма получается произведение правильного n-стороннего многоугольника и правильного m-стороннего многоугольника с одинаковыми длинами сторон. Она ограничена n m-угольными призмами и m n-угольными призмами. Например, прямое произведение треугольника и шестиугольника — это дуопризма, ограниченная шестью треугольными призмами и тремя шестиугольными.
- Если m и n идентичны, результирующая дуопризма ограничена 2n одинаковыми n-угольными призмами. Например, прямое произведение двух треугольников — это дуопризма, ограниченная шестью треугольными 6 призмами.

- Если m иn равны 4, результирующая дуопризма ограничена восемью квадратными призмами (кубами) и идентична тессеракту.

m-угольные призмы соединены друг с другом m-угольными гранями и образуют замкнутый цикл. Подобным обрразом n-угольные призмы соединены друг с другом n-угольными гранями и образуют другой замкнутый цикл, перпендикулярный первому. Эти два цикла соединены друг с другом через их квадратные грани и взаимно перпендикулярны.
При стремлении m и n к бесконечности соответствующие дуопризмы приближаются к дуоцилиндру. Таким образом, дуопризмы полезны как неквадратичные приближения к дуоцилиндрам.

## Развёртки
| 3-3 | 4-4 | 5-5 | 6-6 | 8-8 | 10-10 |
| 3-4 | 3-5 | 3-6 | 4-5 | 4-6 | 3-8   |

### Перспективные проекции
Центрированная относительно ячейки перспективная проекция дуопризмы выглядит как тор с двумя множествами ортогональных ячеек, p-угольных и q-угольных призм.
| |               |
| 6-призма | 6,6-дуопризма |
| Шестиугольная призма, спроецированная перспективно на плоскость и центрированная относительно шестиугольной грани, выглядит как два шестиугольника, соединённые (деформированными) квадратами. Подобным же образом проекция 6,6-дуопризмы в трёхмерное пространство близка тору, шестиугольному как в плоскости, так и в сечении. |               |

(p, q)-дуопризмы идентичны (q, p)-призмам, но в проекциях выглядит различными, поскольку центрированы относительно различных ячеек.
| 3-3 | 3-4 | 3-5 | 3-6 | 3-7 | 3-8 |
| 4-3 | 4-4 | 4-5 | 4-6 | 4-7 | 4-8 |
| 5-3 | 5-4 | 5-5 | 5-6 | 5-7 | 5-8 |
| 6-3 | 6-4 | 6-5 | 6-6 | 6-7 | 6-8 |
| 7-3 | 7-4 | 7-5 | 7-6 | 7-7 | 7-8 |
| 8-3 | 8-4 | 8-5 | 8-6 | 8-7 | 8-8 |

### Ортогональные проекции
Вершинно-центрированные ортогональные проекции p, p-дуопризм имеет симметрию [2n] для нечётных значений и [n] для чётных, при этом n вершин проецируется в центр. Для 4,4 это представляет плоскость Коксетера A3 тессеракта. Проекция 5,5 идентична трёхмерному ромботриаконтаэдру.
| Нечётные        | Нечётные        | Нечётные | Нечётные | Нечётные | Нечётные | Нечётные | Нечётные |
| 3-3             | 3-3             | 5-5      | 5-5      | 7-7      | 7-7      | 9-9      | 9-9      |
| --------------- | --------------- | -------- | -------- | -------- | -------- | -------- | -------- |
|                 |                 |          |          |          |          |          |          |
| [3]             | [6]             | [5]      | [10]     | [7]      | [14]     | [9]      | [18]     |
| Чётные          |                 |          |          |          |          |          |          |
| 4-4 (тессеракт) | 4-4 (тессеракт) | 6-6      | 6-6      | 8-8      | 8-8      | 10-10    | 10-10    |
|                 |                 |          |          |          |          |          |          |
| [4]             | [8]             | [6]      | [12]     | [8]      | [16]     | [10]     | [20]     |

## Связанные многогранники

Стереографическая проекция вращающегося

Правильный косой многогранник, {4,4|n}, существует в 4-мерном пространстве как n2 квадратных граней n-n дуопризмы, использующий все 2n2 рёбер и n2 вершин. 2n n-угольные грани можно рассматривать как удалённые. (Косые многогранники можно рассматривать таким же образом как n-m дуопризмы, но они не являются правильными.)

### Дуоантипризма

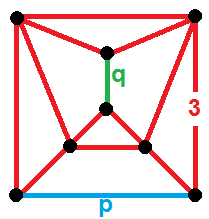
Вершинная фигура p, q-дуоантипризмы, гиробифастигиум

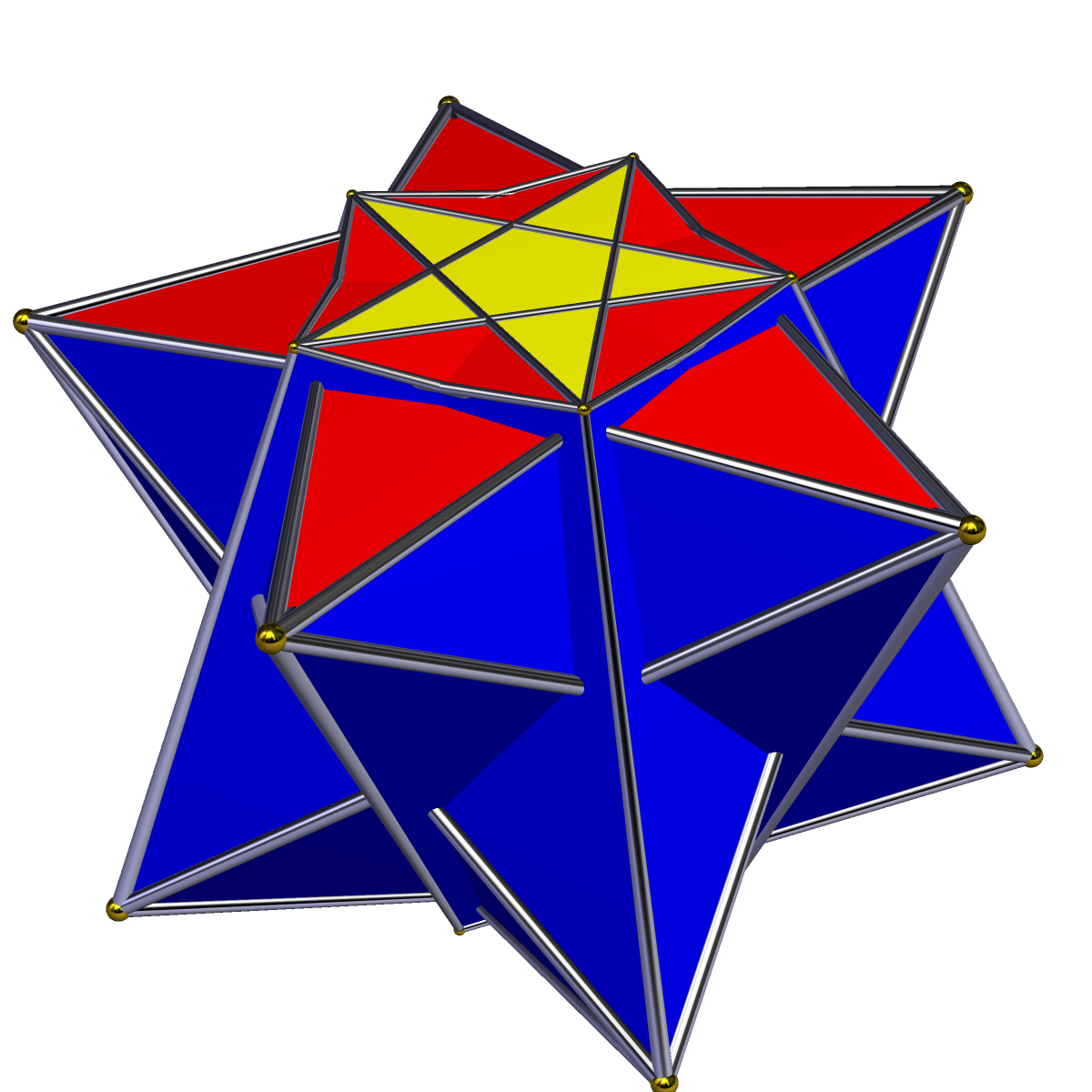
Стереографическая проекция, центрированной относительно

Подобно антипризмам как альтернированным призмам существует множество 4-мерных дуоантипризм — это 4-многогранники, которые можно создать операцией альтернации, применённой к дуопризме. Альтернированные вершины создают неправильные тетраэдральные ячейки, за исключением специального случая дуопризмы 4-4 (тессеракта), при которой получается однородный (и правильный) шестнадцатиячейник. Шестнадцатиячейник является единственной однородной дуоантипризмой.
Дуопризмы , t0,1,2,3{p,2,q}, могут быть альтернированы в , ht0,1,2,3{p,2,q}, «дуоантипризмы», которые нельзя получить однородными. Единственное выпуклое однородное решение — тривиальный случай p=q=2, который является наименьшей по симметрии конструкцией тессеракта , t0,1,2,3{2,2,2}, с альтернированием в шестнадцатиячейник, , s{2}s{2}.
Единственное невыпуклое однородное решение — p=5, q=5/3, ht0,1,2,3{5,2,5/3}, , полученное из 10 пятиугольных антипризм, 10 пентаграммных скрещенных антипризм и 50 тетраэдов. Этот многогранник известен под именем большая дуоантипризма.

### Многогранники k22
3,3-дуопризма, −122, является первой в серии размерностей однородных многогранников, обозначенных Коксетером как серия k22. 3,3-дуопризма является вершинной фигурой второй фигуры, биспрямлённого 5-симплекса. Четвёртой фигурой являются евклидовы соты, 222 Последней фигурой являются паракомпактные гиперболические соты, 322, с группой Коксетера [32,2,3], {\displaystyle {\bar {T}}_{7}}. Каждый последующий однородный многогранник строится из предыдущего (предыдущий служит его вершинной фигурой).
| Группа Коксетера    | E₃=A₂A₁                        | E₄=A₄                               | E₅=D₅                                           | E₆                                                           | E₇                                                                        | E₈                                                                                     | E₉ = Ẽ₈ = E₈+                                                                                       | E₁₀ = T₈ = E₈++                                                                                                  |
| Диаграмма Коксетера | node · 3 · node_1 · 2 · node_1 | nodea · 3a · nodea · 3a · branch_10 | nodea · 3a · nodea · 3a · branch · 3a · nodea_1 | nodea · 3a · nodea · 3a · branch · 3a · nodea · 3a · nodea_1 | nodea · 3a · nodea · 3a · branch · 3a · nodea · 3a · nodea · 3a · nodea_1 | nodea · 3a · nodea · 3a · branch · 3a · nodea · 3a · nodea · 3a · nodea · 3a · nodea_1 | nodea · 3a · nodea · 3a · branch · 3a · nodea · 3a · nodea · 3a · nodea · 3a · nodea · 3a · nodea_1 | nodea · 3a · nodea · 3a · branch · 3a · nodea · 3a · nodea · 3a · nodea · 3a · nodea · 3a · nodea · 3a · nodea_1 |
| Симметрия           | [3−1,2,1]                      | [30,2,1]                            | [31,2,1]                                        | [32,2,1]                                                     | [33,2,1]                                                                  | [34,2,1]                                                                               | [35,2,1]                                                                                            | [36,2,1] |
| Порядок             | 12                             | 120                                 | 192                                             | 51 840                                                       | 2 903 040                                                                 | 696 729 600                                                                            | ∞                                                                                                   | ∞ |
| Граф                |                                |                                     |                                                 |                                                              |                                                                           |                                                                                        | -                                                                                                   | - |
| Обозначение         | −121                           | 021                                 | 121                                             | 221                                                          | 321                                                                       | 421                                                                                    | 521                                                                                                 | 621 |